# Tipula (Microtipula) cerogama
Tipula (Microtipula) cerogama is een tweevleugelige uit de familie langpootmuggen (Tipulidae). De soort komt voor in het Neotropisch gebied.